# Тротуш

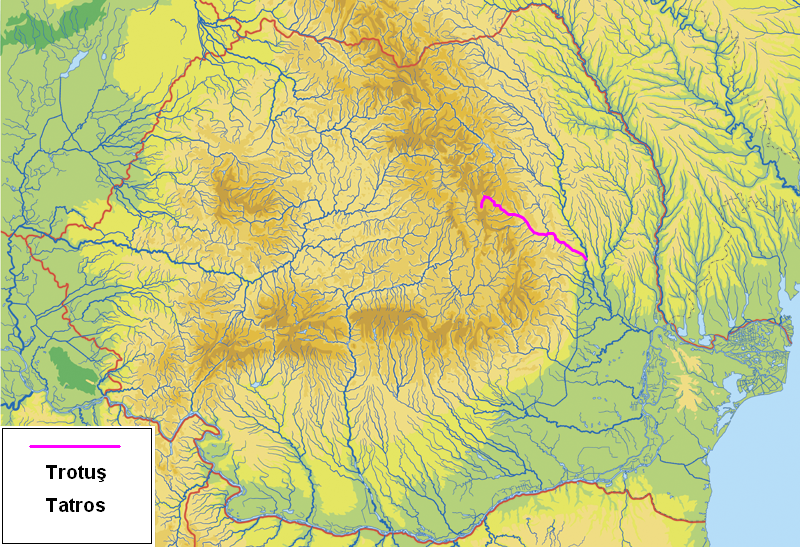
Cursul Trotușului

Тротуш(рум. Trotuș) — річка в Румунії, у повітах Харгіта, Бакеу, Вранча. Права притока Серету (басейн Чорного моря).

## Опис
Довжина річки 162 км, середньорічні витрати води у гирлі — 35,2 м³/с, найкоротша відстань між витоком і гирлом — 106,04 км, коефіцієнт звивистості річки — 1,53 . Площа басейну водозбору 4456 км².

## Розташування
Бере початок на південно-східній стороні від села Феджецел повіту Харгіта. Тече перевано на південний схід і біля села Домнешть-Сат повіту Вранча впадає у річку Серет, ліву притоку Дунаю.
Притоки: Пояна Фогулуй (рум. Poiana Fogului), Асеу(рум. Asău), Тазляу (рум. Tazlău) (ліві); Борош (рум. Boroș), Сленік (рум. Slănic), Ойтуз (рум. Oituz), Кашін (рум. Cașin), Домошіца (рум. Domoșița) (праві).
Основні населені пункти вздовж берегової смуги від витоку до гирла: Ізворул-Тротушуляй, Лунка-де-Жос, Феджет, Попою, Бруструроаса, Буруєніш, Онешті, Корнецел.